# Angelo Filipuzzi
Angelo Filipuzzi (San Giorgio della Richinvelda, 20 novembre 1907 – Spilimbergo, 17 gennaio 2003) è stato uno storico italiano.

## Biografia
Primogenito dei sette figli di Carlo e di Luigia Chililò, nasce nel 1907 a Provesano, frazione del comune di San Giorgio della Richinvelda, consegue il diploma magistrale e inizia a insegnare a Trieste. Conseguita anche la maturità classica da privatista nel 1931, si iscrive alla Facoltà di Lettere all'Università di Padova. Nel 1935 inizia una campagna di studi presso l’Haus-Hofund Staatsarchiv di Vienna dove inizia le ricerche sul Risorgimento italiano. Insegna ancora a Udine e a Trieste e dal 1948 è nuovamente a Vienna presso l'Istituto di cultura e come addetto culturale nell’ambasciata italiana. Svolge anche libere docenze sia a Vienna che a Padova. Nel 1969 ritorna in Italia ricoprendo la carica di Provveditore agli studi a Pordenone, proseguendo l'attività di ricerca (dirigerà anche la Società Dante Alighieri). Muore a Spilimbergo nel 2003 

## Opere principali
- Angelo Filipuzzi, La pace di Milano : (6 agosto 1849), Roma, Ed. dell'Ateneo, 1955

- Angelo Filipuzzi, La campagna del 1866 nei documenti militari austriaci. Le operazioni navali, Padova, Tip. Antoniana, 1966

- Angelo Filipuzzi,, Luoghi comuni nella storia del Risorgimento italiano, Udine, Deputazione di storia patria per il Friuli, 1972

- Angelo Filipuzzi, Il dibattito sull'emigrazione : polemiche nazionali e stampa veneta (1861-1914), Firenze, Le Monnier, 1976
- Angelo Filipuzzi, Trieste e gli Asburgo : meditazioni fuori tempo di un mitteleuropeo italiano, Udine, Del Bianco, 1988
- Angelo Filipuzzi,, Pagine sparse di vita vissuta : ricordi, testimonianze e meditazioni di un insegnante (1907-1987), Trieste, Editreg, 1991 (2 volumi)
- Angelo Filipuzzi, Origini e cause delle attuali sciagure d'Italia, Udine, Campanotto Editore, 1996

## Biblioteca
La Biblioteca personale del prof. Angelo Filipuzzi è stata donata dagli eredi nel 2012 all'Università degli Studi di Udine e rappresenta una raccolta interdisciplinare, frutto di ricerca e di una ricca attività di storico e letterato.
Il materiale bibliografico comprende circa 6000 volumi così suddivisi: 3300 opere di storia del Risorgimento e dell’Ottocento italiano e austriaco, 1500 libri di letteratura europea, classici e autori, 1500 volumi di opere di consultazione, dizionari, riviste, tesi di laurea e centinaia di opuscoli in lingua soprattutto tedesca. Il fondo antico comprende edizioni pregiate come le opere complete di Condorcet edite nel 1801, 30 volumi delle opere di Carlyle, 20 volumi dell’Histoire de France di Michelet e 15 volumi di opere di Goldoni in edizioni del 1859-60. 